# Nowa Wieś Królewska (województwo wielkopolskie)
Nowa Wieś Królewska – wieś w Polsce położona w województwie wielkopolskim, w powiecie wrzesińskim, w gminie Września.
Wieś królewska Nowa Wieś należała do starostwa pyzdrskiego, pod koniec XVI wieku do powiatu pyzdrskiego województwa kaliskiego. W latach 1975–1998 miejscowość położona była w województwie poznańskim.
We wsi kościół św. Andrzeja Apostoła wybudowany ok. lat 1550–80, remontowany w 1658, powiększony w 1737 poprzez dobudowę wieży i prawdopodobnie zakrystii oraz kruchty. Restaurowany w 1 połowie XIX wieku i w 1925 (przedłużenie nawy), oraz w latach 1973-1979 (odkrycie fragmentów polichromii z XVI w. na ścianach prezbiterium).
18 czerwca 1893 roku w Nowej Wsi Królewskiej urodził się Aleksander Jan Mroczkowski – major piechoty Wojska Polskiego, kawaler Virtuti Militari.

## Galeria

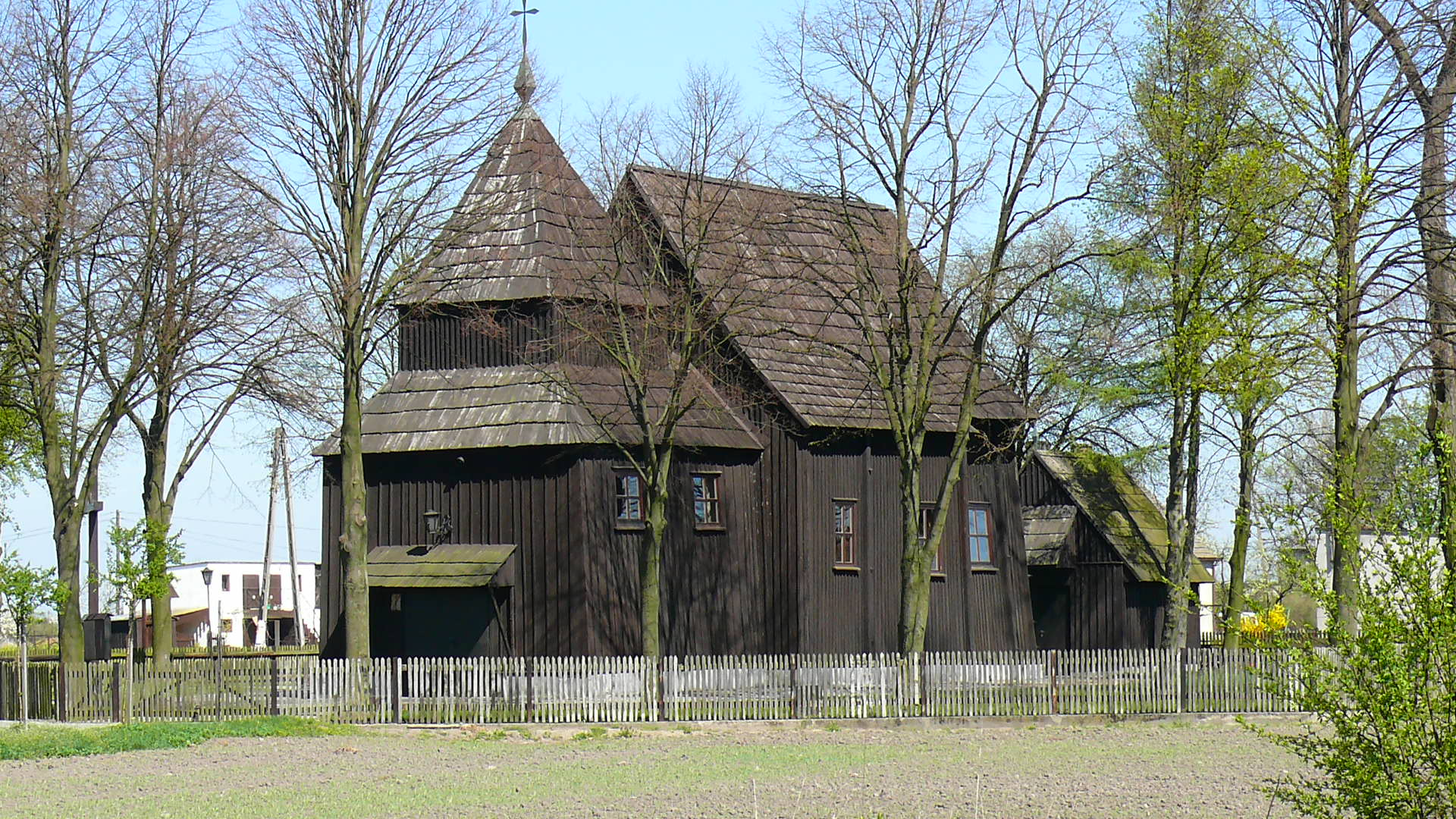
Kościół św. Andrzeja Apostoła
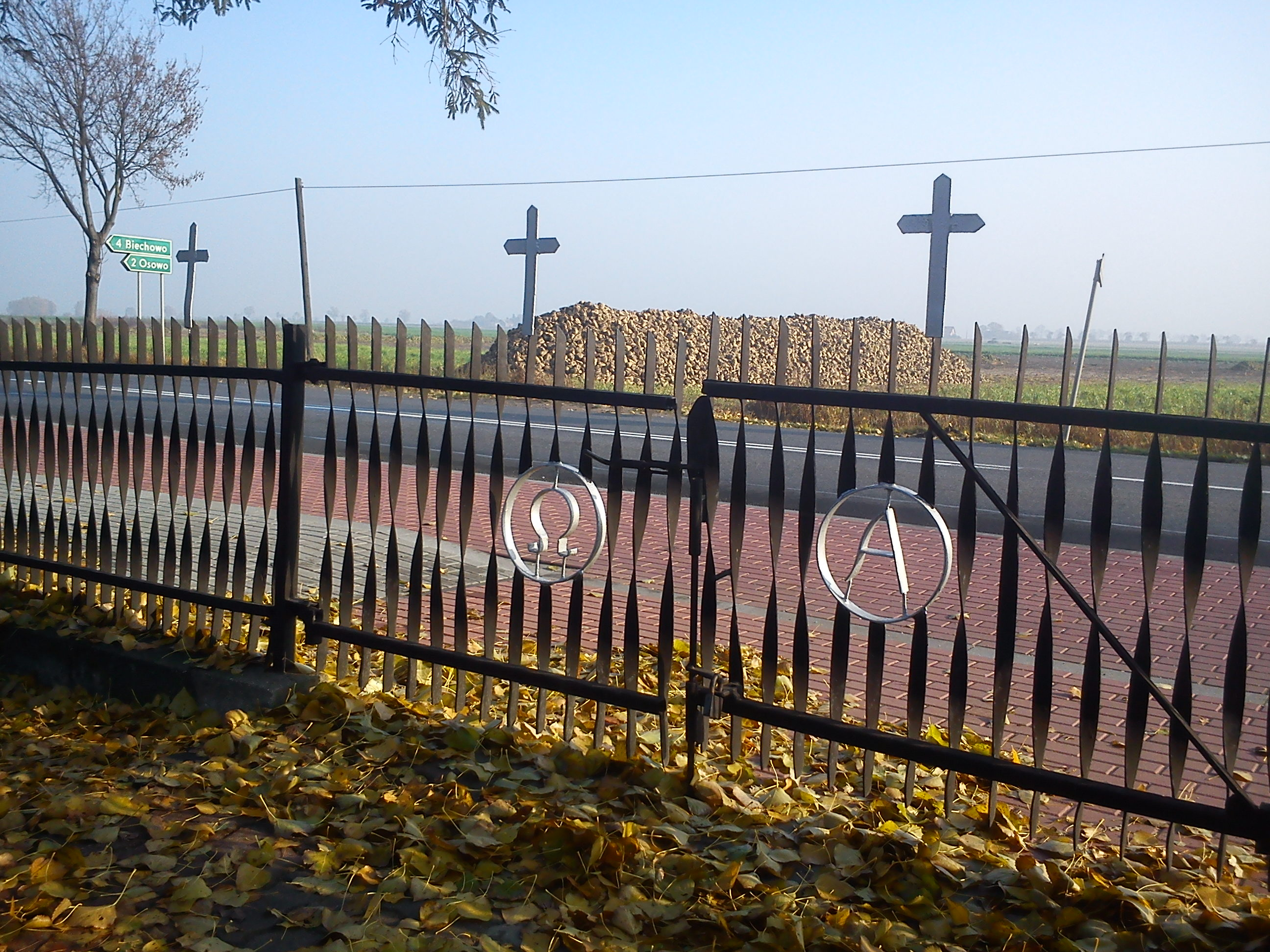
Cmentarz
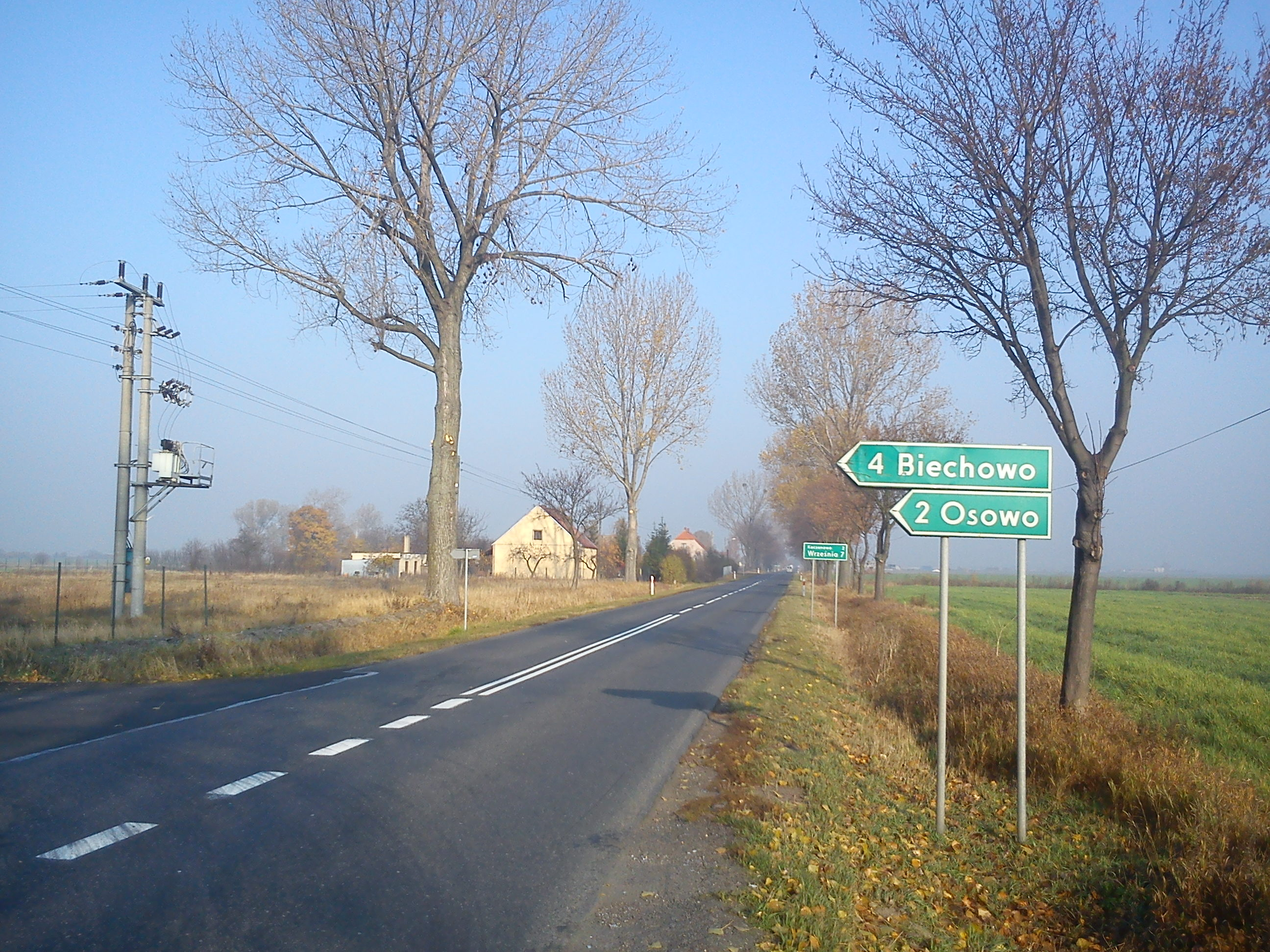
Droga Września-Kalisz